# L'Homme de fer (film, 1981)
Pour les articles homonymes, voir Homme de fer.
Pour plus de détails, voir Fiche technique et Distribution.
L'Homme de fer (Człowiek z żelaza) est un film polonais réalisé par Andrzej Wajda en 1981. C'est la suite de L'Homme de marbre, réalisé en 1977.
Le film remporte la Palme d'or au festival de Cannes 1981. 

## Synopsis
Pendant les grèves des chantiers navals de Gdańsk au début des années 80, Maciej Tomczyk, un ouvrier marqué par la mort de son père, milite en faveur des droits sociaux. Le gouvernement communiste charge alors Winkel, un employé de la télévision d'État, d'infiltrer le mouvement et d'enquêter sur Maciej afin de le discréditer aux yeux de l'opinion publique. Au cours de son investigation, Winkel réalise qu'il est victime d'une manipulation. Malgré la pression exercée par ses supérieurs hiérarchiques, il finit par se joindre aux grévistes.

## Fiche technique
- Titre original : Człowiek z żelaza
- Titre français : L'Homme de fer
- Réalisation : Andrzej Wajda
- Scénario : Aleksander Ścibor-Rylski
- Photographie : Edward Kłosiński
- Décors : Allan Starski
- Musique : Andrzej Korzyński
- Genre : drame
- Durée : 140 minutes
- Sortie : 1981
- Affiche : René Ferracci (France)

## Distribution
- Jerzy Radziwilowicz : Maciej Tomczyk / Mateusz Birkut
- Krystyna Janda (VF : Béatrice Delfe[3]) : Agnieszka
- Marian Opania : Winkel
- Bogusław Linda : Dzidek
- Irena Byrska : la mère Hulewicz
- Wiesława Kosmalska : Wiesława Hulewicz
- Franciszek Trzeciak : Badecki
- Andrzej Seweryn : Wirski
- Jerzy Trela : Antoniak
- Lech Wałęsa : caméo
- Anna Walentynowicz : caméo

## Réception
La distinction au festival de Cannes est, pour Antoine de Baecque ainsi que plusieurs commentateurs, liée à des circonstances historiques présentes, soit l'existence de Solidarność en Pologne communiste et la victoire de François Mitterrand juste avant le festival ; il est reconnu que ce n'est pas le meilleur film de Wajda ou de la sélection,,.

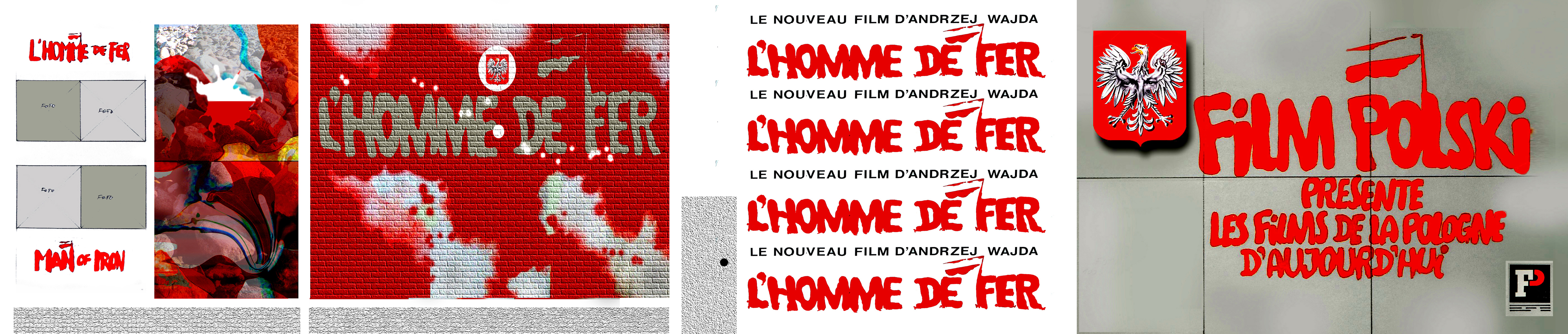
Stand promotionnel du cinéma polonais pour le film "L'Homme de fer" par Zdzisław (Otello) Horodecki lors du festival de Cannes.

## Distinctions
- Palme d'or au Festival de Cannes 1981[2]
- Nommé pour l'Oscar du meilleur film étranger 1982